# Russell Springs (Kentucky)
Russell Springs és una població dels Estats Units a l'estat de Kentucky. Segons el cens del 2000 tenia 2.399 habitants.

## Demografia
Segons el cens del 2000, Russell Springs tenia 2.399 habitants, 1.157 habitatges, i 673 famílies. La densitat de població era de 200,9 habitants/km².
Dels 1.157 habitatges en un 22,8% hi vivien nens de menys de 18 anys, en un 41,9% hi vivien parelles casades, en un 12,5% dones solteres, i en un 41,8% no eren unitats familiars. En el 38,4% dels habitatges hi vivien persones soles el 20,9% de les quals corresponia a persones de 65 anys o més que vivien soles. El nombre mitjà de persones vivint en cada habitatge era de 2,06 i el nombre mitjà de persones que vivien en cada família era de 2,71.
Per edats la població es repartia de la següent manera: un 20% tenia menys de 18 anys, un 7,1% entre 18 i 24, un 25,2% entre 25 i 44, un 24,3% de 45 a 60 i un 23,5% 65 anys o més.
L'edat mediana era de 44 anys. Per cada 100 dones de 18 o més anys hi havia 73,9 homes.
La renda mediana per habitatge era de 18.600 $ i la renda mediana per família de 26.464 $. Els homes tenien una renda mediana de 23.480 $ mentre que les dones 14.508 $. La renda per capita de la població era de 14.660 $. Entorn del 21,8% de les famílies i el 27,7% de la població estaven per davall del llindar de pobresa.

## Poblacions més properes
El següent diagrama mostra les poblacions més properes.